# Грета Лоран
Грета Лоран (3 травня 1992 , Івреа, П'ємонт ) — італійська лижниця, учасниця Олімпійських ігор 2014 і 2018 років. Спеціалізується на спринті.

## Спортивна кар'єра
У Кубку світу Лоран дебютувала 3 грудня 2011 року, наступного дня вперше потрапила до тридцятки найкращих на етапі Кубка світу, в командному спринті. Найкраще досягнення Лоран у загальному заліку Кубка світу — 52-ге місце в сезоні 2018—2019.
На Олімпійських іграх 2014 року в Сочі посіла 26-те місце у спринті.
За свою кар'єру взяла участь у чотирьох чемпіонатах світу, найкращі досягнення: 19-те місце в спринті 2019 року і 11-те місце в командному спринті 2017 та 2019 років.
Використовує лижі та черевики виробництва фірми Rossignol.

## Результати за кар'єру
Усі результати наведено за даними Міжнародної федерації лижного спорту.

### Олімпійські ігри
| Рік  | Вік | 10 км індивідуальні пер. | 15 км скіатлон | 30 км мас-старт | Спринт | 4 × 5 км естафета | Командна першість спринт |
| ---- | --- | ------------------------ | -------------- | --------------- | ------ | ----------------- | ------------------------ |
| 2014 | 21  | —                        | —              | —               | 25     | —                 | —                        |
| 2018 | 25  | —                        | —              | —               | 32     | —                 | —                        |

### Чемпіонати світу
| Рік  | Вік | 10 км індивідуальні пер. | 15 км скіатлон | 30 км мас-старт | Спринт | 4 × 5 км естафета | Командна першість спринт |
| ---- | --- | ------------------------ | -------------- | --------------- | ------ | ----------------- | ------------------------ |
| 2015 | 22  | —                        | —              | —               | 37     | —                 | —                        |
| 2017 | 24  | —                        | —              | —               | 29     | —                 | —                        |
| 2019 | 26  | —                        | —              | —               | 22     | —                 | 11                       |
| 2021 | 28  | —                        | —              | —               | 19     | —                 | 11                       |

### Кубки світу

#### Підсумкові місця в Кубку світу за роками
| Сезон | Вік | Місце в дисципліні | Місце в дисципліні | Місце в дисципліні | Місце в Скі Тур | Місце в Скі Тур | Місце в Скі Тур | Місце в Скі Тур   | Місце в Скі Тур |
| Сезон | Вік | Загалом            | Дистанція          | Спринт             | Nordic Opening  | Тур де Скі      | Скі Тур 2020    | Фінал Кубка світу | Скі Тур Канада  |
| ----- | --- | ------------------ | ------------------ | ------------------ | --------------- | --------------- | --------------- | ----------------- | --------------- |
| 2012  | 19  | НК                 | —                  | НК                 | —               | —               | Н/Д             | —                 | Н/Д             |
| 2013  | 20  | 104                | —                  | 66                 | —               | —               | Н/Д             | —                 | Н/Д             |
| 2014  | 21  | 65                 | НК                 | 36                 | —               | НФ              | Н/Д             | —                 | Н/Д             |
| 2015  | 22  | 97                 | НК                 | 54                 | НФ              | НФ              | Н/Д             | Н/Д               | Н/Д             |
| 2016  | 23  | 62                 | —                  | 41                 | —               | НФ              | Н/Д             | Н/Д               | —               |
| 2017  | 24  | 93                 | НК                 | 57                 | НФ              | —               | Н/Д             | —                 | Н/Д             |
| 2018  | 25  | 65                 | —                  | 36                 | —               | НФ              | Н/Д             | НФ                | Н/Д             |
| 2019  | 26  | 52                 | НК                 | 24                 | НФ              | НФ              | Н/Д             | 54                | Н/Д             |
| 2020  | 27  | 50                 | НК                 | 22                 | НФ              | НФ              | НФ              | Н/Д               | Н/Д             |
| 2021  | 28  | 55                 | НК                 | 22                 | 64              | НФ              | Н/Д             | Н/Д               | Н/Д             |